# لوئیجی فوین
لوئیجی فوین (انگلیسی: Luigi Fuin; ۲۸ فوریهٔ ۱۹۲۸ – ۵ نوامبر ۲۰۰۹) بازیکن فوتبال اهل ایتالیا بود.
از باشگاه‌هایی که در آن بازی کرده‌است می‌توان به باشگاه فوتبال یوونتوس، باشگاه فوتبال هلاس ورونا، باشگاه ورزشی لاتزیو، و باشگاه فوتبال پالرمو اشاره کرد.